# Palmarès del Tottenham Hotspur Football Club
Il Tottenham Hotspur Football Club (pron. ˈtɒtnəm ˈhɒtˌspɜr), noto più brevemente come Tottenham Hotspur o semplicemente Tottenham, è una società calcistica inglese avente sede nell'omonimo sobborgo di Londra sito nel borgo di Haringey.
Fondato nel 1882, il club vinse la Coppa d'Inghilterra nel 1900-1901, primo club non affiliato alla Football League a riuscire nell'impresa dal 1888. Nella stagione 1960-1961 conseguì un double aggiudicandosi campionato e coppa nazionale — prima squadra londinese a conseguire questo risultato —, e nell'annata 1961-1962 bissò la vittoria in FA Cup. In ambito nazionale nella sua bacheca figurano 2 campionati, 8 Coppe d'Inghilterra, 4 Coppe di Lega e 7 Supercoppe d'Inghilterra (di cui 4 condivise), mentre in ambito continentale una Coppa delle Coppe, vinta nel 1962-1963 — prima formazione inglese a trionfare in una competizione confederale —, e 3 Coppe UEFA/Europa League, vinte nel 1971-1972, nel 1983-1984 e nel 2024-2025. È una delle quindici squadre che hanno raggiunto le finali di tutte le tre classiche competizioni UEFA per club: Coppa dei Campioni/Champions League (2018-2019), Coppa UEFA/Europa League (1971-1972 , 1983-1984 e 2024-2025) e Coppa delle Coppe (1962-1963).

## Competizioni nazionali
24 trofei
- Campionato inglese: 2

1950-1951, 1960-1961
- Coppa d'Inghilterra: 8

1900-1901, 1920-1921, 1960-1961, 1961-1962, 1966-1967, 1980-1981, 1981-1982, 1990-1991
- Coppa di Lega inglese: 4

1970-1971, 1972-1973, 1998-1999, 2007-2008
- Charity Shield: 7

1921, 1951, 1961, 1962, 1967, 1981, 1991
- Campionato inglese di seconda divisione: 2

1919-1920, 1949-1950
- Southern League: 1

1899-1900

## Competizioni regionali
- London Challenge Cup: 8

1910–1911, 1928–1929, 1936–1937, 1947–1948, 1958–1959, 1963–1964, 1970–1971, 1973–1974
- London League Division One: 2

1898-1899, 1902-1903
- Western Football League: 1

1903-1904

## Competizioni internazionali
5 trofei
- Coppa delle Coppe: 1

1962-1963
- Coppa UEFA/Europa League: 3  (record inglese condiviso con il Liverpool)

1971-1972, 1983-1984, 2024-2025
- Coppa di Lega Italo-Inglese: 1

1971

## Competizioni giovanili
- FA Youth Cup: 3

1969-1970, 1973-1974, 1989-1990
- Torneo di Cannes: 1

1950
- Milk Cup: 1

1990
- Torneo Internazionale Under-19 Bellinzona: 2

1991, 2009

## Altre competizioni
- Kirin Cup: 1

1979

## Altri piazzamenti
- Campionato inglese:

Secondo posto: 1921-1922, 1951-1952, 1956-1957, 1962-1963, 2016-2017
Terzo posto: 1933-1934, 1957-1958, 1959-1960, 1961-1962, 1966-1967, 1970-1971, 1984-1985, 1986-1987, 1989-1990, 2015-2016, 2017-2018
- Coppa d'Inghilterra:

Finalista: 1986-1987
Semifinalista: 1921-1922, 1947-1948, 1952-1953, 1955-1956, 1992-1993, 1994-1995, 1998-1999, 2000-2001, 2009-2010, 2011-2012, 2016-2017, 2017-2018
- Coppa di Lega inglese:

Finalista: 1981-1982, 2001-2002, 2008-2009, 2014-2015, 2020-2021
Semifinalista: 1968-1969, 1971-1972, 1975-1976, 1986-1987, 1991-1992, 2006-2007, 2018-2019, 2021-2022, 2024-2025
- Community Shield:

Finalista: 1920, 1982
- Second Division:

Secondo posto: 1908-1909, 1932-1933
Terzo posto: 1930-1931, 1977-1978
- Coppa delle Coppe:

Semifinalista: 1981-1982
- Coppa UEFA:

Finalista: 1973-1974
Semifinalista: 1972-1973
- UEFA Champions League:

Finalista: 2018-2019
Semifinalista: 1961-1962
- Supercoppa UEFA:

Finalista: 2025
- Football World Championship:

Finalista: 1901-1902